# Station Katowice Załęże
Station Katowice Załęże is een spoorwegstation in de Poolse plaats Katowice.